# Međuopćinska nogometna liga Virovitica – Đurđevac – skupina Virovitica 1982./83.
Međuopćinska nogometna liga Virovitica – Đurđevac – skupina Virovitica (Međuopćinska nogometna liga Virovitica) je bila liga šestog stupnja nogometnog prvenstva Jugoslavije u sezoni 1982./83. 
 
U ovoj sezoni se dotadašnja jedinstvena Međuopćinska nogometna liga Virovitica – Đurđevac igrala u dvije skupine (jednu za NSO Virovitica, a druga za NSO Đurđevac). 
 
Sudjelovalo je devet klubova, a prvak je bio "Rezovac". 

## Ljestvica
| mj. | klub                     | ut. | pob. | ner. | por. | gol+ | gol- | bod |
| --- | ------------------------ | --- | ---- | ---- | ---- | ---- | ---- | --- |
| 1.  | Rezovac                  | 16  | 12   | 2    | 2    | 44   | 16   | 26  |
| 2.  | Partizan Suhopolje       | 16  | 11   | 1    | 4    | 52   | 23   | 23  |
| 3.  | Crvena zvezda Obilićevo  | 16  | 7    | 5    | 4    | 36   | 33   | 19  |
| 4.  | Bilogora Špišić Bukovica | 16  | 7    | 4    | 5    | 40   | 34   | 18  |
| 5.  | Borac Virovitica         | 16  | 6    | 6    | 4    | 35   | 31   | 18  |
| 6.  | Bratstvo Gornje Bazje    | 16  | 5    | 4    | 7    | 27   | 42   | 14  |
| 7.  | Proleter Lukač           | 16  | 5    | 0    | 11   | 27   | 40   | 10  |
| 8.  | Omladinac Korija         | 16  | 3    | 3    | 10   | 22   | 41   | 9   |
| 9.  | Drava Terezino Polje     | 16  | 1    | 5    | 10   | 22   | 45   | 7   |

- Obilićevo, skraćeno za Novo Obilićevo – tadašnji naziv za Zvonimirovo

## Rezultatska križaljka
| kratica | klub                     | BIL | BOR | BRA | CRVZ | DRA | OML | PAR | PRO | REZ |
| --- | ------------------------ | --- | --- | --- | ---- | --- | --- | --- | --- | --- |
| BIL | Bilogora Špišić Bukovica |     |     |     |      |     |     |     |     |     |
| BOR | Borac Virovitica         |     |     |     |      |     |     |     |     |     |
| BRA | Bratstvo Gornje Bazje    |     |     |     |      |     |     |     |     |     |
| CRVZ | Crvena zvezda Obilićevo  |     |     |     |      |     |     |     |     |     |
| DRA | Drava Terezino Polje     |     |     |     |      |     |     |     |     |     |
| OML | Omladinac Korija         |     |     |     |      |     |     |     |     |     |
| PAR | Partizan Suhopolje       |     |     |     |      |     |     |     |     |     |
| PRO | Proleter Lukač           |     |     |     |      |     |     |     |     |     |
| REZ | Rezovac                  |     |     |     |      |     |     |     |     |     |
| |                          |     |     |     |      |     |     |     |     |     |
| podebljan rezultat - utakmice od 1. do 9. kola (1. utakmica između klubova) rezultat normalne debljine - utakmice od 10. do 18. kola (2. utakmica između klubova) rezultat nakošen - nije vidljiv redoslijed odigravanja međusobnih utakmica iz dostupnih izvora rezultat smanjen * - iz dostupnih izvora nije uočljiv domaćin susreta prekrižen rezultat - poništena ili brisana utakmica p - utakmica prekinuta 3:0 p.f. / 0:3 p.f. - rezultat 3:0 bez borbe n.i. - nije igrano |                          |     |     |     |      |     |     |     |     |     |

 Izvori: